# Palazzo della Rivoluzione
Il Palazzo della Rivoluzione (in spagnolo Palacio de la Revolución) è un palazzo a L'Avana, Cuba, che è la residenza ufficiale del Presidente di Cuba. Oltre ad essere la residenza del Presidente, è utilizzato per funzioni statali ufficiali, incluse riunioni e convegni.

## Storia
L'ordine di costruire il palazzo fu dato dall'allora presidente Carlos Prío Socarrás nel 1943. Doveva essere la sede della Corte suprema e il procuratore generale. Fu progettato dall'architetto Pérez Benoita nel 1943, con la costruzione terminata più di un decennio più tardi nel 1957. Tra il 1964 e il 1965, furono apportate trasformazioni nell'edificio per adattarlo all'attuale Palazzo della Rivoluzione.
Nel 1965, il governo rivoluzionario guidato da Fidel Castro ordinò il trasferimento della sede del governo nel palazzo. 

## Funzioni

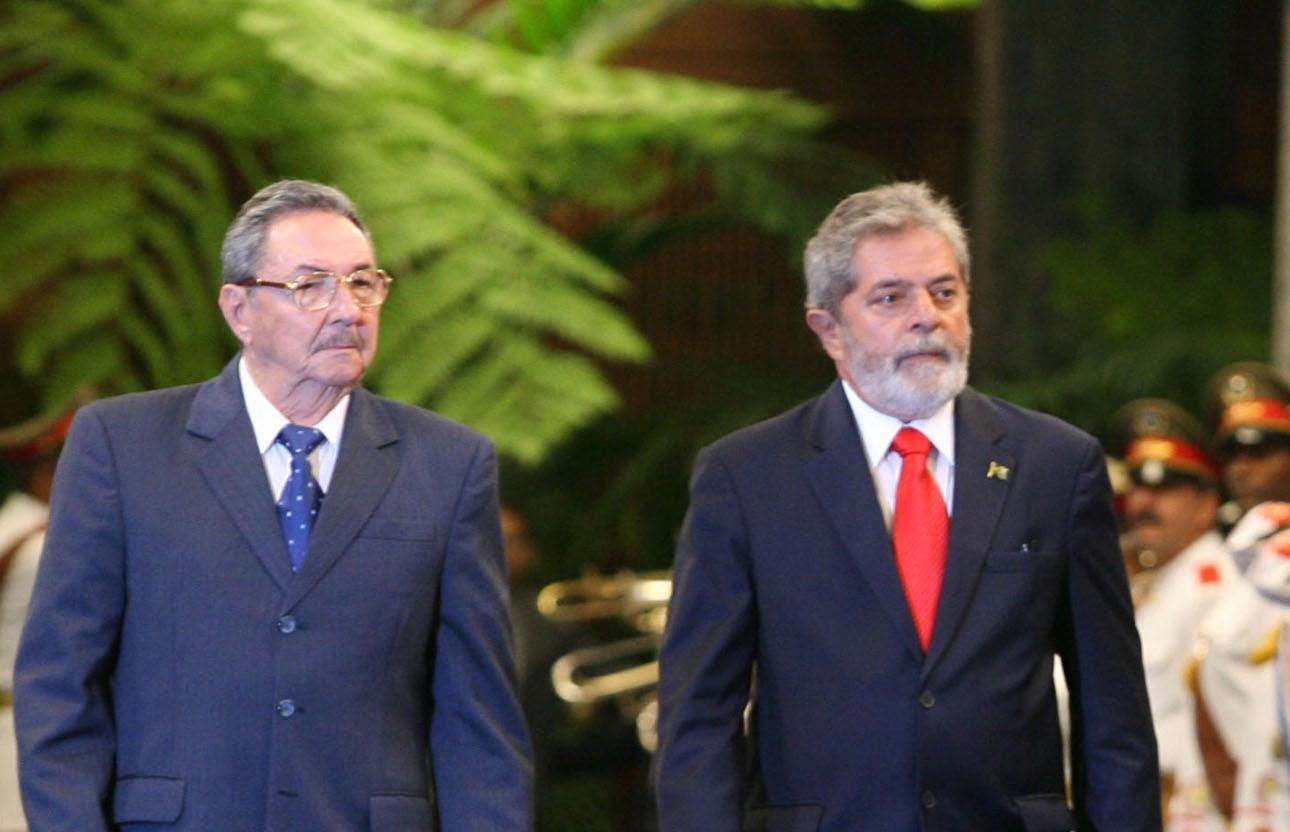
L'accoglienza dell'ex Presidente del Brasile Luiz Inácio da Silva nella Stanza della Felce, situato all'interno del Palazzo della Rivoluzione

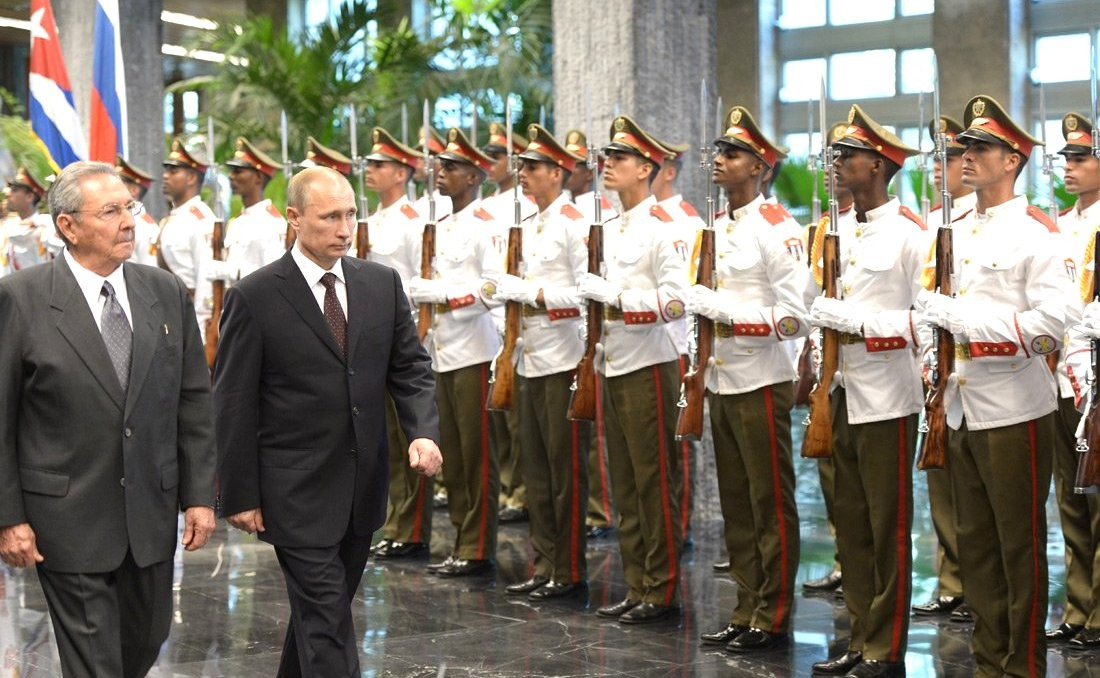
Vladimir Putin ispeziona la guardia d'onore dell'esercito presso il Palazzo della Rivoluzione all'Avana.

L'edificio è diviso in tre aree, la prima delle quali è l'ufficio del Consiglio dei ministri. La seconda è la sede del Consiglio di Stato e gli uffici del Presidente e del Vice Presidente. Gli ultimi sono gli uffici del Comitato centrale del Partito comunista di Cuba.

### Sale
- Sala delle Felci - Prende il nome dal gran numero di piante di felce che la circondano. È qui che il Presidente di Cuba riceve leader internazionali che visitano la nazione.[2]

- Oficina presidencial - L'ufficio del presidente

- Sala del teatro

- Ospedale governativo